# Матвеева, Татьяна Дмитриевна
Татья́на Дми́триевна Матве́ева (род. 1 апреля 1940 года, Киев, Украинская ССР, СССР) — советский и российский учёный-юрист, профессор, доктор юридических наук, почетный работник высшего профессионального образования Российской Федерации.
С 1993 по 2006 год являлась  экспертом ООН по правам человека. Экспертная работа Матвеевой в качестве члена попечительского совета  Добровольного Фонда ООН по современным формам рабства,  которым она  являлась  на протяжении двенадцати лет, была высоко отмечена Генеральным  секретарём  Организации Объединённых Наций и Верховным комиссаром ООН  по правам человека.

## Биография
Родилась в г. Киеве Украинской ССР в семье творческой советской  интеллигенции. В 1957 году с золотой медалью окончила киевскую среднюю школу № 58 и поступила на историко-философский факультет Киевского государственного университета им. Тараса Шевченко. После получения в 1962 году диплома о высшем образовании (специальность «история, международные отношения») была приглашена  на  дипломатическую работу в Министерство иностранных дел Украины. Занимала должности: атташе протокольно-консульского отдела, третьего, второго, первого секретаря отдела международных организаций, ответственного секретаря Комиссии Украинской ССР по делам ЮНЕСКО.
Неоднократно участвовала в качестве члена  делегаций СССР в работе сессий Генеральной Ассамблеи ООН и Генеральной конференции ЮНЕСКО, сессий Комиссии ООН по правам человека, Подкомиссии ООН по предупреждению дискриминации в отношении меньшинств, многочисленных международных конференциях. С 1967 по 1973, а также с 1979 по 1981 год проживала в Париже, во Франции, где работала в Секретариате ЮНЕСКО. 
Возвратившись на Родину, была направлена на государственную службу: работала ответственным секретарем Президиума Украинского общества дружбы и культурных связей с зарубежными странами,  инструктором отдела зарубежных связей Киевского горкома партии, начальником Управления культуры г. Киева.  В связи  с избранием мужа – Юрия Геннадиевича Матвеева – Народным депутатом СССР и его назначением Первым съездом народных депутатов СССР Главным государственным арбитром СССР, Матвеева переехала в Москву и перешла  на преподавательскую работу. 
С 1989 по 1992 год –  доцент кафедры мировой политики и международных отношений Академии общественных наук при ЦК КПСС,  с 1992 по 1994 год – доцент  Центра стратегических проблем,  с 1994 по 2011 год –  доцент кафедры международного права Российской  академии управления,  профессор  кафедры государственного строительства и права Российской  академии государственной  службы при Президенте РФ, с  2011  года – заведующая кафедрой международного права юридического факультета им. М.М. Сперанского, Института права и национальной безопасности Российской академии народного хозяйства и госслужбы при Президенте РФ. 
В  октябре  2018 г. была уволена в связи с преобразованием кафедры международного права в кафедру международного и интеграционного права.

## Научная деятельность
В 1984 году закончила аспирантуру при Киевском государственном университете и защитила кандидатскую диссертацию  на тему «Американская историография о роли ОАГ в латиноамериканской политике США». В 1998 г. в Российской академии государственной службы при Президенте РФ защитила диссертацию на тему «Неправительственные организации в механизмах защиты прав человека» на соискание ученой степени  доктора  юридических наук. На протяжении многих лет являлась заместителем председателя и членом ряда диссертационных  советов  по защите кандидатских и докторских диссертаций  в российских юридических вузах. Под её научным руководством  более 30 аспирантов и соискателей стали кандидатами юридических наук. 
Автор научных работ, в том числе монографий, учебников, научных статей, посвящённых  обширному  кругу проблем конституционного и международного права. Ею  написан целый ряд методических работ, используемых  в педагогической практике. К основным публикациям Матвеевой относятся: «Украина - член ЮНЕСКО». Киев,1967; «Международные и национальные инструменты и механизмы защиты прав человека». М., 1995 г.; «Неправительственные организации в механизмах защиты прав человека». М., 1997; «Защита прав человека в России: взаимосвязь международного и внутригосударственного права». М., 2002; «Договор в международном праве». М.,2009;  «Международное право». Курс лекций. М., 2010; «Неправительственные организации в демократических государствах: международные стандарты и опыт России)». М., 2010.; «Дипломатическое и консульское право». М., 2011 и др.
Вкладом  в российскую юридическую науку стала вышедшая в 1997 году монография  «Неправительственные организации в защите прав человека», в которой дано научное обоснование соответствующей мировым стандартам и национальным интересам государств, концепции  неправительственных организаций. Монография  написана на основе  теоретического исследования опыта  НПО  различных стран мира,  в первую очередь,  государств с развитыми демократическими традициями, в защите  гражданских, экономических, социальных и культурных прав.  В ней представлена определенная, соответствующая  международным стандартам «модель»  эффективной, дееспособной, авторитетной неправительственной организации   как непременного компонента гражданского общества. Автором показаны формы допустимого государственного  регулирования  деятельности НПО и контроля за их деятельностью при соблюдении таких  установленных ООН критериев  как независимость НПО от власти и их характер.  В работах Матвеевой проведён основательный анализ международно-правовых актов, определяющих принципы правового регулирования деятельности  неправительственных некоммерческий организаций, а также законодательных актов об НПО различных стран мира.   
В 2021 году в издательстве «Юрайт» вышло третье издание подготовленного профессором Матвеевой учебника для вузов «Международное право». В нём раскрывается сущность и юридическая природа современного международного права, особенности его субъектов и форм нормотворчества, роль договора в международном праве, основополагающие принципы и нормы, регулирующие различные сферы международных отношений. Представленный материал базируется как на отечественной доктрине международного права, так и на критическом анализе концепций зарубежных юристов-международников, сопровождается анализом основных универсальных и региональных международно-правовых актов, а также примерами из международной судебной практики. 
На протяжении многих лет Матвеева является постоянным автором таких журналов, как «Международная жизнь» (лауреат журнала), Российский ежегодник международного права», «Московский журнал международного права», «Вестник Северного (Арктического) Федерального университета» (член редколлегии), «МГП и СМИ. Актуальные проблемы» (член редакционной коллегии). 
Опубликованные на страницах этих журналов статьи Матвеевой посвящены актуальным проблемам прогрессивного развития  международного права в контексте новых политических реальностей, международно-правовой инструментарий модернизации России, эволюции доктрины международной правосубъектности, статусу непризнанных государств в контексте доктрины международной правосубъектности,  взаимодействию международного и российского права в сфере защиты прав человека, Конституции РФ о роли международного права в национальной правовой системе. 
Начиная с 2018 года, в журнале «МГП и СМИ» Матвеева ведёт рубрику «В помощь преподавателю дисциплины международное гуманитарное право», в которой опубликованы статьи  на такие темы как история становления и сущность современного международного гуманитарного права,  МГП и право ООН, МГП и права человека, МГП и борьба с преступностью и др. В настоящее время начата публикация серии историко-правовых очерков «Искусство дипломатии и международное право: тандем во имя мира».